# Roy Bonisteel
Roy Earnest Bonisteel (29 de mayo de 1930 - 16 de agosto de 2013) fue un periodista canadiense y el expresentador entre 1967-1989 del programa de CBC Television, Man Alive.

## Biografía
Bonisteel nació en Ameliasburg, Ontario y era de séptima generación nativo de la región Quinte West. Comenzó su carrera como periodista con los periódicos de Belleville y Trenton, Belleville Intelligencer y Trentonian, respectivamente. En 1951, comenzó su carrera de locutor de radio en la ciudad de Belleville, Ontario, trabajando en CJBQ. A partir de este inicio se trasladó a la radio CKTB en St. Catharines, Ontario en 1953. Después de 12 años en CKTB, la dejó en 1964 para tratar de buscar trabajo en una estación diferente. No pudo obtener este trabajo, así que Bonisteel se trasladó a la radiodifusión religiosa. (Regulación de la radiodifusión canadiense en las estaciones de radio de tiempo requerido para transmitir programas religiosos).
Bonisteel murió la mañana del 16 de agosto de 2013, de cáncer en su casa en Johnstown, Quinte West Ontario; tenía 83 años de edad.

## Obras publicadas

### Libros
- Man Alive the Human Journey, c. 1983, Collins Publishers ISBN 0-00-217102-3
- In Search of Man Alive, 1980, Collins Publishers ISBN 0-00-216815-4
- All Things Considered, 1997, Doubleday Canada, ISBN 0-385-25599-3

### Vídeo
- Circle of Witches
- All their Own
- May's Miracle